# Friedrich-Wilhelm von Rothkirch und Panthen
Friedrich-Wilhelm Oskar Siegismund Deodat von Rothkirch und Panthen (* 16. Februar 1884 in Darmstadt; † 24. Dezember 1953 in Trier) war ein deutscher Offizier, zuletzt Generalleutnant im Zweiten Weltkrieg.

## Familie
Friedrich-Wilhelm war der Sohn von Adalbert von Rothkirch und Panthen (1853–1928) und dessen Ehefrau Katharina von Cramon (1862–1946).
Am 29. September 1910 heiratete er in Liegnitz seine erste Frau Anna von Köckritz (1879–1947), von der er 1922 geschieden wurde. Seine zweite Frau, Else von Moltke (1885–1964), heiratete er am 20. November 1922 in Berlin. Aus der ersten Ehe gingen folgende Kinder hervor:
- Adalbert (* 1911) ⚭ 1948 Anna-Elise Weiland (* 1915)
- Cecilie (* 1913)
- Friedrich-Eberhard (* 1915) ⚭ 1940 Ursula Mejer (* 1918)
- Anna-Maria (* 1917)
- Karin (* 1919)

⚭ 1940 Hans Joachim Scholz (1915–1943), gefallen
⚭ 1946 Paul Weber (* 1914)

## Leben
Er trat 1902 als Fahnenjunker in das 8. Dragoner Regiment der Preußischen Armee ein und wurde am 18. August 1903 zum Leutnant befördert. Sein Patent datierte man auf den 19. August 1902. Er nahm am Ersten Weltkrieg teil. Am 31. August 1922 wurde er mit einer Charakterisierung als Major entlassen.
Am 1. Oktober 1933 trat er als Major und E-Offizier wieder in die Reichswehr ein. Am 15. Oktober 1935 übernahm man ihn als Oberstleutnant in das aktive Offizierskorps. Am 1. März wurde er zum Oberst befördert. Am 12. Oktober 1937 wurde er zum Kommandeur des 49. Infanterieregiments ernannt. Am 1. August 1939 wurde er zum Generalmajor befördert. Am 1. November 1939 bekam er das Kommando über die 13. Infanterie-Division (mot.), die im Oktober 1940 in die Division in 13. Panzer-Division umgegliedert wurde. Seine Beförderung zum Generalleutnant erfolgte am 1. August 1940.
Am 15. August 1940 bekam er das Ritterkreuz des Eisernen Kreuzes.
Am 14. Juni 1941 musste er das Kommando über die 13. Panzer-Division abgeben. Vom 15. Juni 1942 bis 9. Juli 1942 war er Kommandierender General der Sicherungstruppen und Befehlshaber Heeresgebiet A. Danach war er Kommandant des rückwärtigen Armeegebietes 585 (Korück 585). Zwischen dem 5. Oktober 1942 und dem 23. November 1942 wurde er auch als Kommandierender General der Sicherungstruppen und Befehlshaber Heeresgebiet Don eingesetzt. Vom 1. April bis zum 25. September 1943 war er Kommandeur der 148. Reserve-Division.